# Eduardo Marturet
Eduardo Marturet, né à Caracas le 19 septembre 1953, est un chef d'orchestre vénézuélien.

## Biographie
Marturet a étudié à Cambridge où il a été diplômé en piano, percussion, direction d'orchestre et composition. Il retourne au Venezuela en 1979 où il obtient le poste de directeur associé de l'Orquesta Filarmónica de Caracas. Entre 1987 et 1995 il est nommé directeur artistique de l'Orquesta Sinfónica Venezuela. En 1984, lors de l'inauguration du théâtre Teresa Carreño de Caracas, Marturet es nommé son directeur musical.
Après trois ans, il décide de se consacrer à une carrière internationale, entre l'Europe et les États-Unis d'Amérique.
Les dix dernières années, Marturet a travaillé de manière répétée avec la Berliner Symphoniker, enregistrant plus de vingt disques dont l'œuvre symphonique de Brahms, des concertos de Beethoven avec des solistes vénézuéliens et un cycle de compositeurs d'Amérique Latine. 
En 2005 il est nommé directeur principal associé de l'Orchestre Symphonique de Miami.
Il a dirigé, parmi d'autres : l'Orchestre de chambre de la Communauté Européenne, Staatsphilharmonie Rheinland-Pfalz, Orchestre Symphonique de la RAI, Orchestre symphonique de la Radio Danoise, Royal Flemish Philharmonique, Nordwestdeutsche Philharmonie, Gelders Orkest, Philharmonique de Chambre Bohème, Philharmonique de Seúl, Philharmonique de Buenos Aires, Orchestre Symphonique Simón Bolívar ; et enregistré avec l'Orchestre Symphonique de Radio Budapest, Brabant Orkest et l'Orchestre de Chambre du Concertgebouw d'Amsterdam.